# Poglavnik
Poglavnik var den titel som Ante Pavelić, ledare för den fascistiska organisationen Ustaša och statsöverhuvud 1941–1945 i Oberoende staten Kroatien, antog år 1929 då han i italiensk exil grundande Ustaša-rörelsen. Titeln användes formellt 1941–1945 och enkom av Ante Pavelić. Den kan på svenska översättas med "överhuvud".

## Etymologi och användning
Enligt Rječnik hrvatskoga jezika (Kroatiska språkets ordbok) härstammar titeln från det kroatiska adjektivet "poglavit" som i det närmaste kan översättas som "den förste och främste" eller "respektable, ädle, hederlige". Adjektivet är i sin tur en förening mellan det kroatiska prefixet "po-" och den samslaviska ordstammen "glava" (huvud).
Titeln/ordets ursprungliga betydelse, "överhuvud" eller "chef", förlorade efter andra världskriget sin ursprungliga betydelse och fick negativa konnotationer eftersom det hade använts av den fascistiska Ustaša-regimen. Titeln poglavnik blev därefter synonymt med Ante Pavelić.
Andra etymologiskt närbesläktade ord som idag används i det moderna kroatiska språket är "poglavica" (stamledare, hövding) och "poglavar" (statschef).